# Святая Сильвия

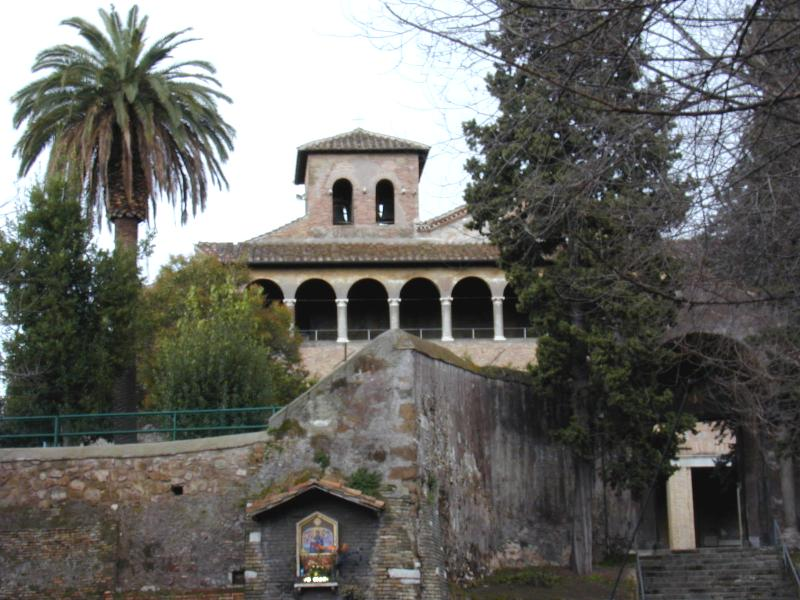
Вид римского храма Святого Саввы со стороны внешней стены

Си́львия (ок. 515 — ок. 592) — мать Григория Великого. День памяти — 3 ноября.

## Биография
По преданию, святая Сильвия по некоторым сведениям была родом из Сицилии, по другим сведениям — в Риме. Её муж, Гордиан (Gordianus), римский регионарий (regionarius), также причислен к лику святых. У них был ещё один сын, имя которого в истории не сохранилось.
Её родственницы — сёстры Трасилла и Эмилиана (Trasilla and Emiliana), а также Гордиана (Gordiana) — также причислены к лику святых.
Святая Сильвия отличалась особым благочестием. Она дала детям превосходное образование. После кончины мужа она полностью посвятила себя детям. Святой Григорий Великий имел мозаичное изображение своей семьи, о чём сообщил Иоанн, диакон Римский (Johannes Diaconus) (P.L., LXXV, 229-30). Святую Сильвию изображают с ликом, на котором следы возраста не сказались на красоте.
Святая Сильвия построила часовню в своём доме. В 645 году монахи из палестинского монастыря Саввы Преосвященного были в этом доме и посвятили его поминанию святого Саввы. В IX веке храм был воздвигнут на месте прежней постройки, неподалёку от базилики святого Саввы.
Имя святой Сильвии внесено в Римский мартиролог римским папой Климентом VIII (1592—1605). К ней обращаются в молитвах о благополучном разрешении от бремени.

## Источник
- Catholic_Encyclopedia_(1913)/St._SilviaCatholic Encyclopedia/St. Silvia, NY, 1913